# Simon Eder
Simon Eder, född 23 februari 1983 i Zell am See, är en österrikisk skidskytt. 
Eder har tränats av sin far Alfred Eder. Han har hållit på med skidskytte sedan 1995 och varit med i det österrikiska landslaget sedan 1998. Hans internationella karriär började 2002 under junior-VM i Ridnaun, där han vann guld i distans. Vid junior-EM i Forni Avoltri 2003 vann han guld i sprint och silver i jaktstart. Han gjorde sin första världscuptävling 18 januari 2003 men tog sig inte i mål. 
Sitt slutliga genombrott gjorde Eder under säsongen 2007/2008. Fem gånger placerade han sig bland de tio bästa i världscupen. Sin första världscupseger tog han i världscupfinalen i Chanty-Mansijsk 29 mars 2009. Den andra segern kom den 22 mars 2014 i Oslo.
I VM 2009 i Pyeongchang var han en del av det österrikiska stafettlaget som tog silver.
I de olympiska vinterspelen 2010 i Vancouver vann Eder ett stafettsilver. Han vann även ett brons i samband med de olympiska vinterspelen i Sotji 2014.
Eder är känd för sitt snabba skytte.